# Pedro Gasset
Pedro Gasset Parrilla (Terrassa, Katalonija, Španjolska, 22. srpnja 1924.) je bivši španjolski hokejaš na travi. 
Na hokejaškom turniru na Olimpijskim igrama 1948. u Londonu je igrao za Španjolsku. Odigrao je sva tri susreta kao napadač.

## Vanjske poveznice
- (šp.) Španjolski olimpijski odbor  Arhivirana inačica izvorne stranice od 6. veljače 2012. (Wayback Machine) Profil